# 1880年民主党全国大会
1880年民主党全国大会于1880年6月22至24日在美国俄亥俄州辛辛那提的辛辛那提音乐厅举行，旨在选出1880年大选的党派候选人。最终，宾夕法尼亚州的温菲尔德·斯科特·汉考克获得总统候选人提名，印第安纳州的威廉·海登·英格利希则得到副总统提名。
大会一共正式提名了6位候选人，另外还有多人获得了与会代表的投票支持。这其中得票率最高的两位分别是汉考克和特拉华州的托马斯·F·贝亚德。1876年民主党总统候选人，前纽约州州长塞缪尔·蒂尔顿虽然不是正式的候选人，但却对这次会议有着很大的影响力。许多民主党人都为蒂尔姆1876年落败感到不平，希望能在1880年大选中团结起来把他送上总统宝座。但蒂尔顿对参加另一场选举的态度模稜两可，导致一些代表转投其他候选人的阵营，但还是有一些选择忠于蒂尔顿。
大会开幕后，部分代表支持保守派联邦参议员贝亚德，也有部分支持内战英雄、职业军人汉考克。还有些人选择倒向他们眼中蒂尔顿的代言人，如俄亥俄州律师兼前联邦众议员亨利·B·佩恩（Henry B. Payne）；联邦众议院议长、来自宾夕法尼亚州的塞缪尔·J·兰德尔。会上的首轮投票未能决出胜负，第二轮投票开始前，蒂尔顿确定不会参加竞选，于是许多代表倒向汉考克，后者也得以在第二轮投票中获得提名。来自摇摆州的保守派政治家英格利希成为副总统候选人。不过，汉考克和英格利希最终都在11月的大选中以微弱劣势不敌共和党候选人詹姆斯·艾布拉姆·加菲尔德和切斯特·艾伦·阿瑟。

## 候选人和主要议题
1876年，来自俄亥俄州的共和党人拉瑟福德·伯查德·海斯在大选中战胜纽约州民主党人塞缪尔··蒂尔登，选举激烈程度创下美国历史上的新纪录。选举结果起初显示民主党获胜，但有多个州的选举人票出现激烈争议，直到新总统就职前几天才尘埃落定。国会两党议员达成妥协，组建选举委员会，委员会最终裁决海斯赢得大选。许多民主党人认为，蒂尔顿被不公正地剥夺了总统职位，他也顺理成章地成为1880年提名人选的领军人物。与此同时，整个美国和各个主要党派都因关税和金本位问题四分五裂。
货币问题在1880年的党派提名竞争中占有举足轻重的地位，但对普选却几乎没有什么影响。问题的争议点在于美元价值的基础。南北战争爆发前，美国的法定货币只有金币和银币两种，但战争的爆发使得政府开销急剧膨胀，迫使国会发行由政府债券提供担保的美元货币“绿钞”。绿钞在支付战争开销的同时，也引发了美国革命以来最严重的通货膨胀。战争结束后，债券持有人及其他债权人希望恢复金本位，这些人大部分属于北方各州。与此同时，通货膨胀对于债务人非常有利，因为这可以显著减少他们欠下的债务额度，这些人大多来自南部和西部各州。此外，通货膨胀还会令信贷标准相对宽松，因此受到工人和部分商人的欢迎。各个党派内部对这一议题无法达成共识，共和党和民主党内部都出现类似的分裂，1876年大选时，两党提名人选均为货币问题强硬派，催生出第三党绿背党。1873年，国会通过法案有效地将白银货币化，并且于1879年已经开始用绿钞兑回黄金并同时限制其流通，货币问题的争论也因此愈演愈烈。到1880年大选前，美国的货币虽然只是由黄金提供价值保障，但货币问题还远远没有得到解决。
关税问题在普选期间受到的关注更大。内战期间，国会将保护性关税的税额提至历史新高。这一方面是为了支付战争开销，另一方面也是因为高额关税是北方州民心所向。高额关税会导致进口商品价格提高，促进美国本土产品在国内的销量。共和党支持高关税，将之作为保护美国就业和促进经济繁荣的手段。民主党则总体认为这一措施会导致商品价格过于高昂，联邦政府的财政收入会越来越高，由于内战已经结束，政府并不需要这么多的收入。不过，北方州的许多民主党人也像身边的共和党人一样从经济角度支持高关税，所以在民主党竞选纲领中呼吁只对营收征收关税的情况下，其候选人却会尽可能地回避这个问题。

### 蒂尔登

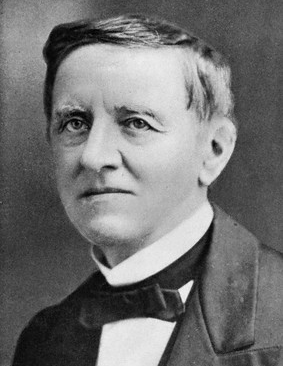
纽约州前州长塞缪尔·蒂尔顿

塞缪尔·琼斯·蒂尔登以激进派纽约州民主党人的身份展开从政生涯，他的律师事业相当成功，已经积累了可观的财富。蒂尔登是前总统马丁·范布伦的门徒，于1846年首度当选纽约州众议员。1848年，蒂尔登同范布伦一起参加自由土壤党的提名大会，但在大选结束后又回归民主党。与其他许多激进派民主党人纷纷投奔新成立的共和党相比，蒂尔登在19世纪50年代一直选择忠于民主党。内战打响后，他忠于联邦，自认属主战派民主党人。1866年，他成为纽约州民主党主席，在这个位置上一干就是8个年头。蒂尔登起初同以威廉·特威德为首的纽约市政治机器坦慕尼协会合作，但他和特威德很快就成了政敌。19世纪70年代初，随着坦慕尼协会存在的腐败问题不断揭露，蒂尔登适时举起改革的大旗。他组建的反对派系夺得党派控制权，并且引领对坦慕尼协会腐败内幕的揭露、解除该组织成员的公职。特威德很快受到起诉并被定罪，坦慕尼协会的影响力大减并经过重组，但其势力并未完全消失。
战胜坦慕尼协会的壮举为蒂尔登赢得1874年选举当选纽约州州长铺平了道路，州长任期两年。纽约州是个人口众多的摇摆州，蒂尔登则是人气很高的改革派州长，这让他自然而然地成为1876年总统大选的热门人选。这次选举的主要议题是总统尤利西斯·格兰特领导的联邦政府行政部门中存在的腐败问题。蒂尔登在第二轮投票中胜出，他的竞选纲领是改革和稳健的货币政策（即金本位）。他在普选中的对手是俄亥俄州州长拉瑟福德·伯查德·海斯，后者同样以正直且支持金本位闻名。选举竞争异常激烈，多个州因选举舞弊而出现了两份完全相反的选举结果，两党对此争论不休，最终达成妥协，从国会两院各派5人，最高法院再派5人组成选举委员会来对选举结果作出裁决。蒂尔登反对这一做法，但许多民主党人认为唯有此途方能和平解决争议，避免爆发第二次内战。最终，委员会以8比7裁定海斯赢得大选。国会中的民主党议员以默许海斯当选为条件，换取新总统承诺就职后结束重建并撤回联邦军队。从全国范围来看，蒂尔登获得的普选票数量比海斯要多25万张，再加上他又是在这样的情况下与总统宝座失之交臂，因此一些支持者对此感到不平。
接下来4年里，蒂尔顿都在为1880年卷土重来做准备。1879年，他决定不再竞选连任州长，集中为争取1880年总统候选人提名积蓄能量。昔日的许多朋友都因支持选举委员会而被他视为如今的敌人，特拉华州联邦参议员托马斯·F·贝亚德就是其中之一。蒂尔顿在国会的盟友针对选举后的操纵行为展开调查，以此确保“76年的欺诈”行为成为千夫所指，同时也扫清自己成为候选人路途上的障碍。但事与愿违，调查所发现的证据却表明民主党人弄虚作假的行径比共和党人更加严重。再加上蒂尔登的身体状况逐渐恶化，许多民主党人开始担心他可能不是理想的总统人选。即便如此，蒂尔登仍然有着相当的政治实力。首先，他有大本营纽约州作为票仓；其次，他有一定的政治团体支持；再者，他还有相当可观的个人财富。这些因素都让他成为极具竞争力的候选人。
共和党人赢得了1879年纽约州州长选举的胜利，这很大程度上动摇了蒂尔登的第一项政治资本。坦慕尼协会在选举中卷土重来，从民主党分裂出去来同蒂尔登的派系对抗。该协会的新领袖人称「誠實的」約翰·凱利，他以独立候选人身份参选，此举分散了民主党选民的选票流向，共和党人得以获得多数当选。蒂尔登开始动摇，对于自己是否参选，他发布的声明用辞模凌两可。民主党全国大会召开前的几个月里，各种传言四处流传，蒂尔登自己却没有站出来加以澄清。纽约州代表前往辛辛那提与会时，蒂尔登给一位主要支持者丹尼尔·曼宁发去秘信，称自己身体状态欠佳，可能无法接受提名。这封信中的语气仍然模糊不定，但还是说服了众多代表不再考虑支持蒂尔登，转为党派寻找新的旗手。

### 贝亚德

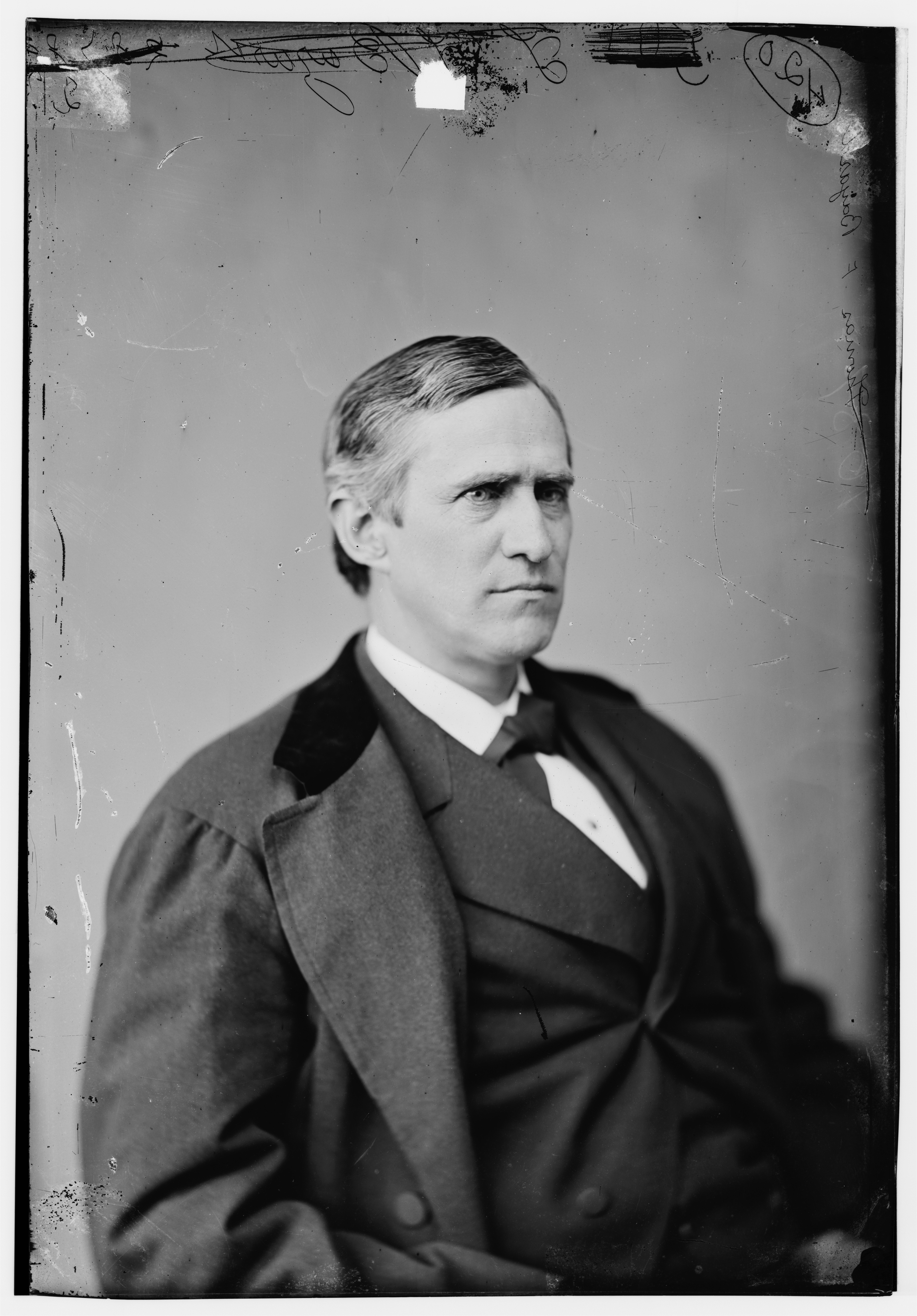
特拉华州联邦参议员托马斯·F·贝亚德

多位政治家因蒂尔登的淡出而受益，特拉华州联邦参议员托马斯··贝亚德就是其中之一。作为特拉华州古老政治世家的后裔，贝亚特自1869年就开始担任该州联邦参议员，是当时联邦参议院曲指可数的几位保守派民主党人之一。他的政坛生涯开始时，内战结束不久，占据绝对优势地位的共和党人开始重建南方各州，这对贝亚德的工作带来很大阻力。贝亚德和蒂尔登一样支持金本位，并且有着诚信的好名声。1876年党派大会时，贝亚德的得票数位居第5，他在普选中支持蒂尔登，并且作为后者的代表在全国各地演说。但由于对大选后选举委员会的立场相左，两人的政治友谊很快就恶化了。贝亚德认为，只有通过该委员会才能避免国家重蹈内战的覆辙，他还是委员会的其中一位民主党委员；蒂尔登对此非常不满，将贝亚德的行为视作对自己个人的背叛。
接下来的4年里，贝亚德一直在为再度参选积蓄能量。由于东部的保守派民主党人大多支持金本位，因此这里也是贝亚德和蒂尔登激烈争夺的地盘。金本位在南方并不像北方那样受民众欢迎，但贝亚德多年来一直在参议院为南方的保守派政策代言，在蒂尔登的政治机器和财富与南方州议员的较量中大多站在南方一边，这为他赢得了一定程度的支持。1880年2月，支持蒂尔登的《纽约太阳报》刊登了贝亚德1861年在特拉华州多佛发表演说的演讲稿，这时，美国深南腹地的多个州正试图从联邦中分裂出去组建新的国家，当时年轻气盛的贝亚德宣称，“无论是分裂、革命、叛乱，还是别的任何一种说法，特拉华州都不会插手干涉”，并呼吁联邦同意南部和平退出。这篇报道对贝亚德产生了不利影响，虽然文章让许多南方人确信，贝亚德是站在他们一边的领袖人物，但是，也有许多南方人担心，北方佬可能永远都无法接受以前那些同情南方的民主党人，这又削弱了他们对贝亚德的支持。与此同时，贝亚德在货币问题上毫不妥协，促使一些民主党人转为支持温菲尔德·斯科特·汉考克少将，后者是声誉甚佳的内战英雄，在货币问题上的立场较为温和。大会开幕时，贝亚德仍然是最具竞争力的候选人之一，但还远远不足以稳操胜券。

### 汉考克

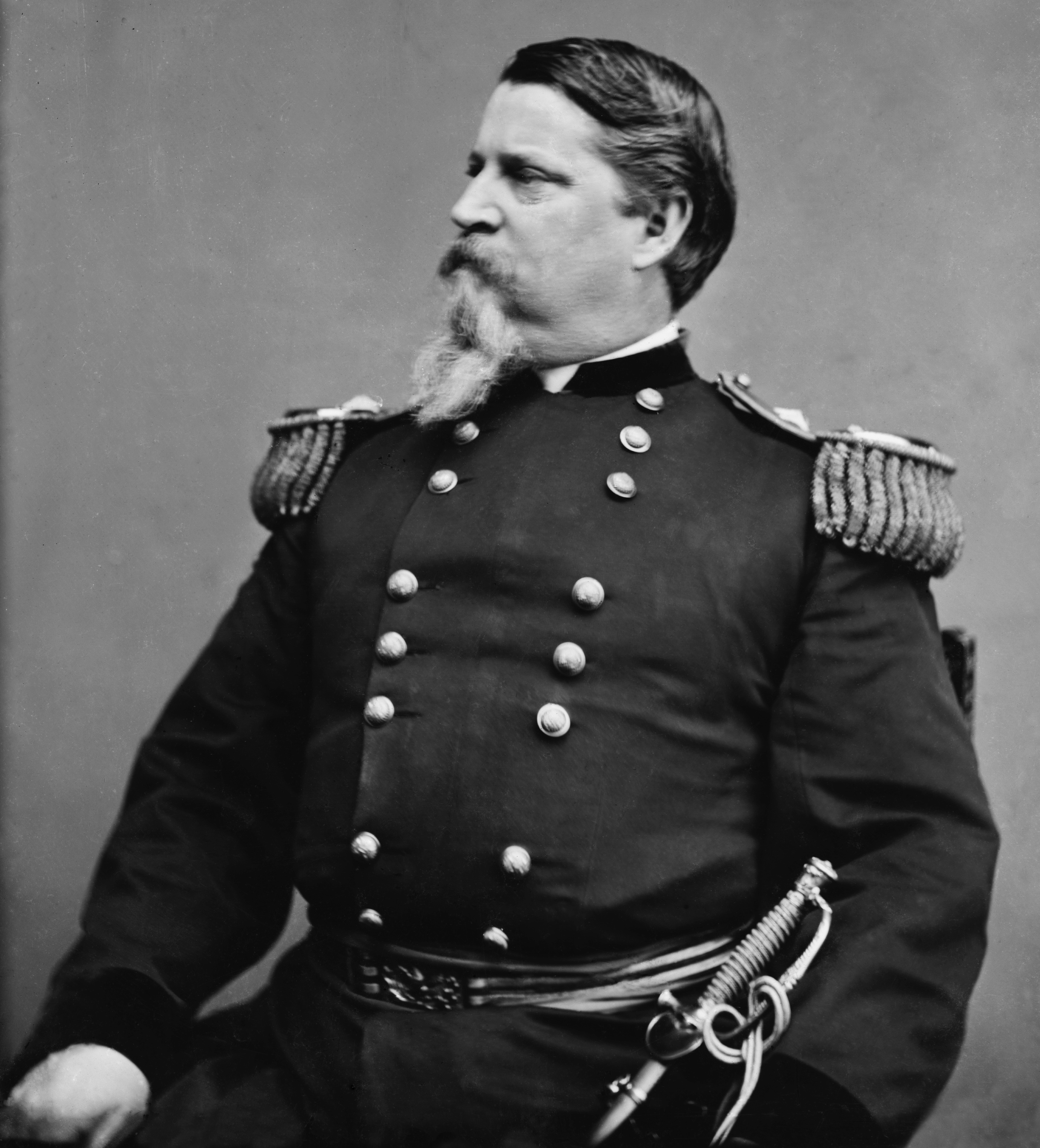
来自宾夕法尼亚州的温菲尔德·斯科特·汉考克少将

从一定程度上来说，温菲尔德·斯科特·汉考克代表着内战结束后美国两种政治立场的罕见融合，一方面他坚决反对分裂国家，另一方面他又信奉民主党人有限政府、州权至上的基本原则。汉考克生于宾夕法尼亚州，于1844年从西点军校毕业并拉开40年从军生涯的序幕，在美墨战争和内战前的和平时期里都有卓越表现。内战爆发后，汉考克继续忠于联邦，于1861年加衔准将，成为波多马克军团一个旅的指挥官。1862年半岛战役期间，他因领军发动关键性的反击战而赢得部队司令官乔治·B·麦克莱伦少将褒奖，后者在电报中称赞“汉考克今天表现卓绝”。安提耶坦之战期间，他成为第二兵团第1师的指挥官，并于11月底晋升少将。盖茨堡之役是汉考克从军生涯中最引人注目的时刻，面对战斗中的困境，他以牺牲一个团为代价将零散部队集结起来组成防线，确保北军反败为胜，之后又在第三天率军成功抵御皮克特冲锋，但在这一过程中受了伤。
汉考克在1864年民主党全国大会上意外得到一名代表投票支持，并且在之后的几届大会上都是候选人之一。1867年起担任路易斯安那州和德克萨斯州军事总督期间，他发布第40号将军令，称只要军区内居民维护和平，文职官员各司其职，那么就“应当停止由军事力量来引领（地方治理），各民政部门恢复其自然而正当的主权地位”，此举为他赢得了保守派白人的尊敬。1868年大会上，他的支持者数量更多，在几轮投票中最高排到第2名的位置。1876年，汉考克还是有着不少支持者，但最高也只在投票中达到第3位。1880年，汉考克终于时来运转，这一次，他在南部有了更强烈的支持浪潮。这年3月，《新奥尔良花絮报》（New Orleans Picayune）发表社论，号召民主党提名汉考克少将竞选总统，这不但是因为他是位拥有保守派政治原则的战争英雄，还因为他无论是在货币还是关税问题上都没有公开偏向于任何一方。随着蒂尔登和贝亚德对民主党选民的把持度下降，汉考克获得提名的胜算也就相应提升。由于此前同样戎马出身的格兰特将军也当了8年的总统，所以有些人对民主党是否应该提名另一位“马背上的汉子”感到有些拿不定主意，不过在大会于6月召开时，汉考克仍然在一众竞争人选中居于领先地位。

### 其他竞争人选
除蒂尔登、贝亚德和汉考克外，还有多位候选人到达辛辛那提时就已经有代表承诺会提供支持。俄亥俄州百万富翁、前联邦众议员亨利·B·佩恩（Henry B. Payne）就得到了多位曾是蒂尔登支持者的代表青睐。作为企业律师，佩恩同样支持稳健的货币政策，但他的知名度主要局限在俄亥俄州以内。1880年4月，《纽约星报》（New York Star）发文称蒂尔登已经退出竞争，要求他的支持者团结起来支持佩恩赢得提名。蒂尔登一直没有确认这一说法的真实性，但在他1880年6月给纽约州代表发去密信后，许多支持者都在心里把佩恩认定成替代人选。佩恩1876年时也像贝亚德一样曾是选举委员会成员，但他和蒂尔登的友谊仍然保持。他一直忠实地支持蒂尔登，直到全国大会上后者确认退出竞争时止。佩恩面临的首要障碍就是同样来自俄亥俄州的联邦参议员艾伦·瑟曼（Allen G. Thurman），后者拥有该州与会代表的支持。瑟曼与蒂尔登有诸多类似之处，他同样是来自摇摆州、并且很受欢迎的保守派政治家，也有执业律师的从业背景，但他像贝亚德一样，因在选举委员会中任职而招来了蒂尔登的敌意。此外，瑟曼对于金本位并不是很执着，这点上与东北部的一些代表气味相投。
另一位有望成为蒂尔登接班人的是塞缪尔·J·兰德尔，从1863年开始，他就一直是费城的联邦众议员。兰德尔在货币问题上向蒂尔登看齐，但与其他大部分民主党人不同的是，他支持通过高额关税来保护美国本土产业。他还主张通过立法来削减垄断行业的权力。蒂尔登曾支持兰德尔成为众议院议长，后者投桃报李，一直都是蒂尔登的支持者。到了全国大会上，兰德尔希望能够获得蒂尔登支持者的信任，为自己亲自出马竞选总统创造可能。1876年蒂尔登的竞选搭档，印第安纳州前州长托马斯·A·亨德里克斯同样期望能获得蒂尔登的支持。他所在的州属关键摇摆州，民主党候选人曾在1876年大选中以微弱优势赢得该州，此外，亨德里克斯还在中西部多个州拥有一定程度的支持。他本来很受东北部代表欢迎，但由于在货币政策上倾向于更宽松的政策，导致他在东北部代表眼中的形象受到了不利影响。
此外还有两位支持者较少的候选人。一位是1873年起就在国会任职的伊利诺伊州联邦众议员威廉·罗尔斯·莫里森（William Ralls Morrison），作为来自保护主义思想占主导地位选区的国会代表，他以倡导降低关税闻名。他的支持者主要来自伊利诺伊州，在该州以外缺乏知名度和竞争力。另一位是名气略大的联邦最高法院大法官斯蒂芬·约翰逊·菲尔德（Stephen Johnson Field），但仍然不大可能对前几位主要竞争者构成威胁。菲尔德是美国西部唯一的候选人，是位很受尊重的法律学者。但由于他所在的加利福尼亚州于1879年否决反华法案，因此菲尔德的胜算非常渺茫。不过，包括爱德华兹·皮埃尔蓬（Edwards Pierrepont）在内的部分人士仍然认为菲尔德有可能获得提名。

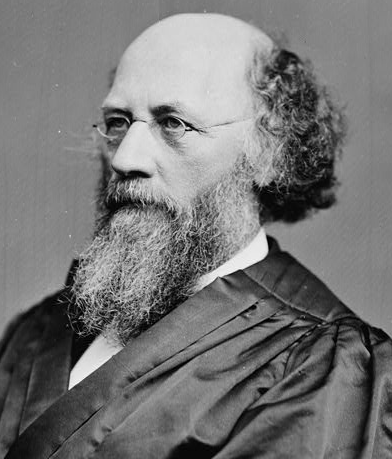
来自加利福尼亚州的联邦最高法院大法官斯蒂芬·约翰逊·菲尔德
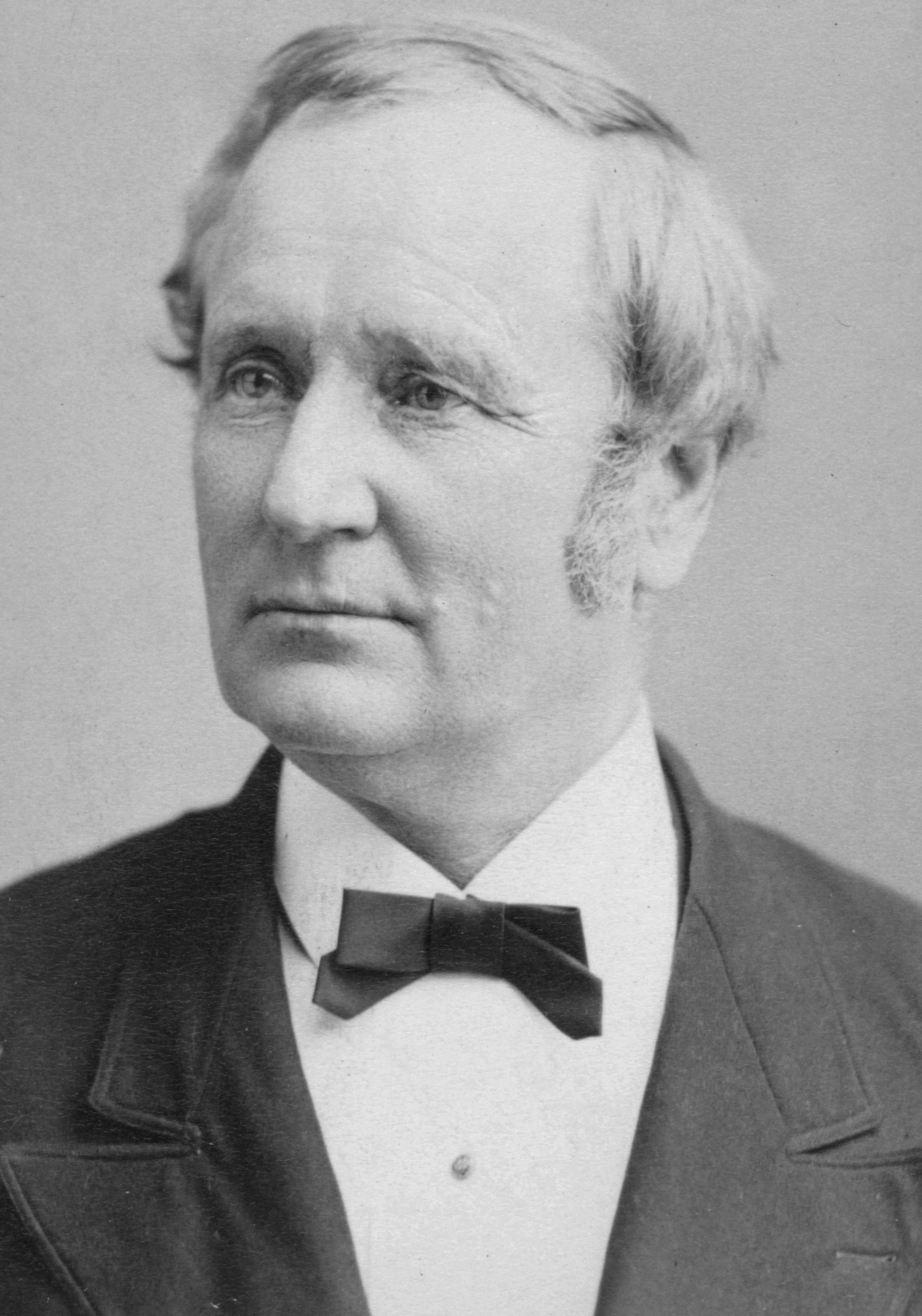
印第安纳州前州长托马斯·A·亨德里克斯
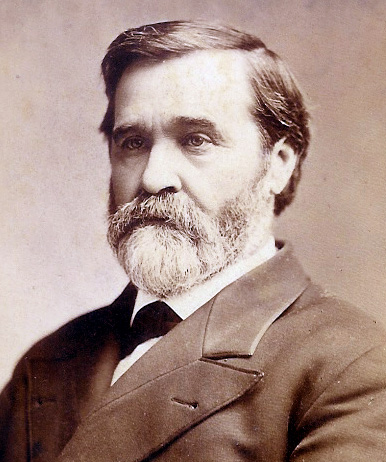
伊利诺伊州联邦众议员威廉·罗尔斯·莫里森
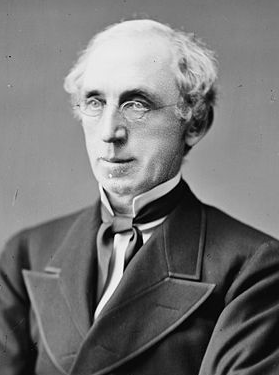
俄亥俄州前联邦众议员亨利··佩恩
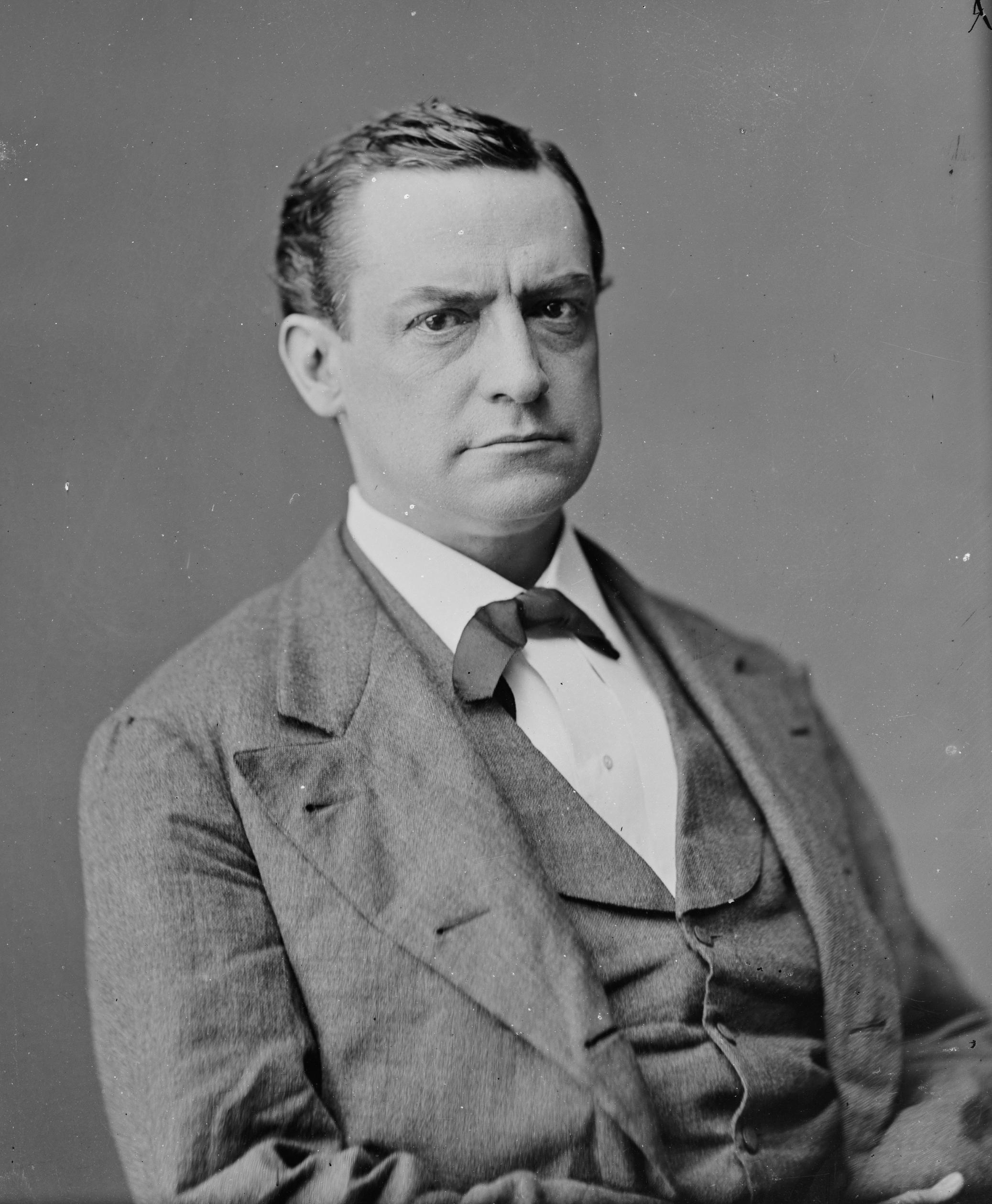
来自宾夕法尼亚州的联邦众议院议长塞缪尔··兰德尔
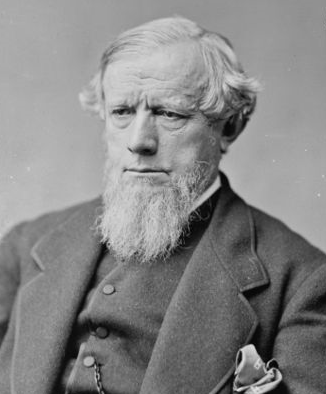
俄亥俄州联邦参议员艾伦·瑟曼

## 大会经过

### 初始阶段

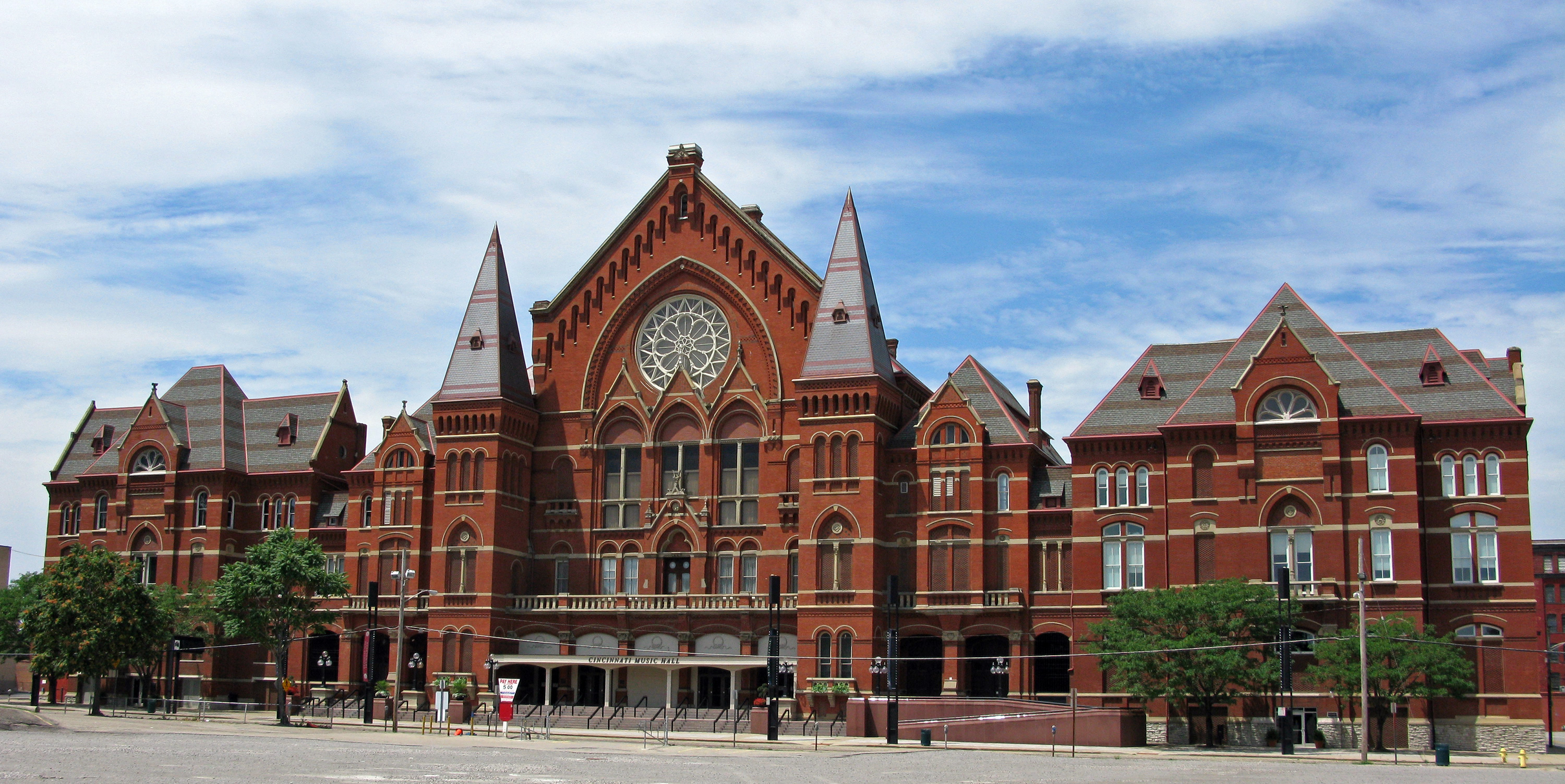
1880年民主党全国大会在辛辛那提音乐厅（图）举行

1880年6月22日，来自全国各地的民主党代表齐聚辛辛那提音乐厅。场馆属高级维多利亚哥特式建筑，采用红砖建造，规模庞大，于1878年开放。顾名思义，这是座用于音乐演出的场馆，而且还长期充当辛辛那提的会议中心，直到1967年另有独立建筑建成时止。民主党全国委员会主席、来自康涅狄克州的威廉·亨利·巴纳姆（William Henry Barnum）宣布大会于中午12点38分召开。经过开场时的祈祷后，蒂尔登的助手、之后会当选俄亥俄州州长的乔治·霍德利（George Hoadly）获选为大会临时主席。霍德利向众人讲话，然后宣布休会至次日上午10点，以便资格审查委员会可以对多个代表团的成员资格争议加以审查。
6月23日会议开始时，常设机构委员会宣布了大会工作人员名单，来自肯塔基州的约翰·W·史蒂文森（John W. Stevenson）担任常设主席。众代表通过正式投票选出史蒂文森担任主席前先听取了资格审查委员会的报告。马萨诸塞州民主党的两个对立派系同意达成妥协，一起作为统一的代表团参加会议。纽约州民主党也存在类似的派系之争，但双方争议无法得到如此轻易的解决：坦慕尼协会和蒂尔登的派系都向大会派出了代表，双方相互敌对，并且都不打算妥协。资格审查委员会经投票决定接纳蒂尔登派系代表与会，坦慕尼协会的代表因此被排除在外。随之而来的辩论中有部分代表呼吁双方达成妥协，期望纽约州民主党能在即将到来的普选中团结一致。但是，这样的倡议最终沦为空谷足音，与会代表以457票赞成，205又½票反对的投票结果支持委员会的决定，坦慕尼协会代表因此没有参加会议。接下来，史蒂文森开始担任常设主席，由于决议委员会尚未完成竞选纲领，因此众代表开始就提名人选进行投票。

### 提名
大会书记以首字母排序请各州代表提名人选。首先是来自加利福尼亚州奥克兰的律师约翰·埃德加·麦克拉（John Edgar McElrath）提名大法官斯蒂芬·约翰逊·菲尔德。他颂扬菲尔德的美德，并承诺只要获得提名，“他会像风吹过金州（加州的绰号）一样轻松赢得加利福尼亚”。特拉华州总检察长、之后会当选联邦参议员的乔治·格雷（George Gray）接下来提名托马斯··贝亚德。格雷在演说中表明自己对贝亚德的钦佩，他说：
对于美国人民来说，托马斯·弗朗西斯·贝亚德是位无须再做介绍的政治家。他身名远播，任何有我们国旗播扬，甚至任何有人说英语的地方，都知晓他的大名和经历……他的同情心就像这片巨大的陆地一样宽广，私德也像天上的雪一般一尘不染，判断仿若阳光般清晰，他敏锐的智慧如同闪烁的军刀，无论是在思想还是实际行动上，都是个诚实的人，对他，人们从里到外都认识得一清二楚。

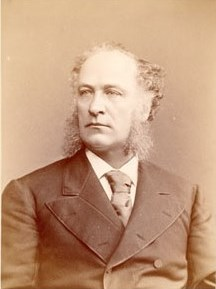
丹尼尔·道赫蒂用激烈人心的演说提名温菲尔德·斯科特·汉考克

下一个提名人选的是伊利诺伊州代表，前联邦众议员塞缪尔··马歇尔（Samuel S. Marshall）起身介绍自己昔日的同僚威廉·罗尔斯·莫里森。由于马歇尔把莫里森与亚伯拉罕·林肯相提并论，因此很快就得罪了南部的与会代表，他还宣布，莫里森降低关税的信念将会成为大选中一座“力量之塔”。
接下来，印第安纳州联邦参议员丹尼尔·W·沃里斯（Daniel W. Voorhees）向大会举荐托马斯··亨德里克斯，盛赞亨德里克是位能够带来民族团结的候选人：“对于南方来说，还有谁会（比他）更忠诚？对于北方来说，还能有谁更真实？对于东部来说，谁会比他更合适、更明智、更稳健而且更忠实？对于西部我无需多言，因为他就是我们的孩子。”接下来连续几个州都没有提名新的人选，轮到纽约州时，人群中传来呼喊，叫着蒂尔登的名字，但该州代表没有提名任何人选，引起一定程度的混乱。
下一个提名人选的是俄亥俄州，该州代表约翰·麦克斯威尼（John McSweeney）提名联邦参议员艾伦·瑟曼。麦克斯威尼用长篇演说介绍瑟曼“天资出众、判断准确”，在“对权利进行辩护时有无与伦比的口才”，还称他“高风亮节，天生就是人民的领导者”。接下来轮到宾夕法尼亚州，费城律师丹尼尔·道赫蒂（Daniel Dougherty）起身，用简短而又激动人心的演说引荐温菲尔德·斯科特·汉考克。
我介绍……的这位，在战场上人称“卓绝”……他的提名将让整个大陆惊喜万分，彻底摧毁那些内部纷争的余烬，他被誉为兄弟情谊时代渴盼已久的黎明……有他为我们掌舵，共和党血淋淋的旗帜会从他们麻木的手中掉落。我们能够向美国人民的最高法庭上诉，反抗共和党的腐败，以及他们对宪法自由磬竹难书的侵犯。
道赫蒂的演说结束后，与会代表和观众大声呼喊着汉考克的名字，欢呼声持续了5分钟才平息。接下来，前邦联将领，南卡罗莱纳州联邦参议员韦德·汉普顿三世（Wade Hampton III）也上台讲话称赞汉考克，称“我们南方在他任内会感到放心”，不过，他也表示贝亚德才是自己的最终人选，“因为我们相信，他（才）是最强而有力的人”。曾在邦联军队服役的前德克萨斯州州长理查德·哈伯德（Richard B. Hubbard）也上台发言支持汉考克，表示德克萨斯州对宾夕法尼亚州的提名予以附议。哈伯德对汉考克担任德克萨斯州和路易斯安纳州军事总督期间的操守赞不绝口：“在我们悲伤的那个时期，他从占据绝对优势地位的共和党手中接过权力……他是这样一个把宪法看得比自己更重要的人，像国父们一般解读其含义，战争已经结束，我们重新开始，因为我们并不是被征服，而仍然是自由的人民，权力属于我们自己”。最后几个州没有提名新的人选，提名过程至此结束。现场提出休会动议但未获通过，众代表于是直接开始投票。

### 投票

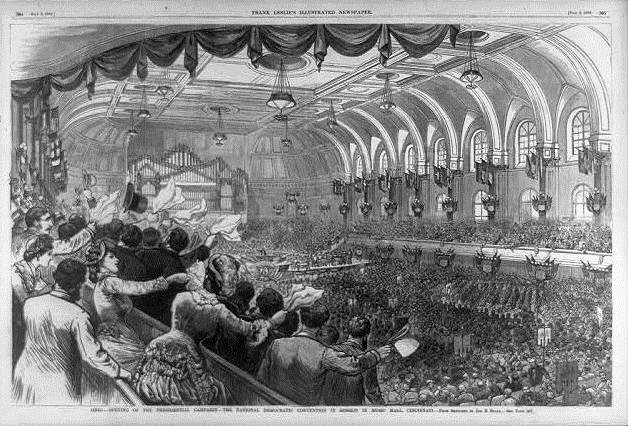
大会现场一角

大会书记再次按首字母顺序请各州代表投票，有乐队在一旁演奏《洋基歌》和《迪克西》（Dixie）。首轮投票结果表明，有多位候选人得到代表支持，没有任何人得到所需的三分之二多数、即492票来获得提名。不过汉考克和贝亚德分别以171票和158又½票占据前两名，并且远远领先于其他候选人。排在第三名的佩恩也只有81票，还不到汉考克的一半。对½票这一数字进行调整后，大会向众代表公布了结果。众人经投票决定这天接下来的时间休会，代表们可以自行商议，为次日的投票做准备。
6月24日，众代表回到会场继续投票。首先，纽约州代表鲁弗斯·惠勒·佩克汉姆（Rufus Wheeler Peckham）取出蒂尔顿的密信并念给在场人士听。人群在刚听到蒂尔登的名字时表现得非常兴奋，但随着大家听到信件接下来的内容，现场又很快沉寂下来。佩克汉姆宣布，由于蒂尔登退出，所以纽约州代表会支持塞缪尔··兰德尔。接下来第二轮投票开始，有上百名代表跟随佩克汉姆的步伐，投票支持兰德尔，后者的得票数一下子就达到128又½票，略高于贝亚德的112票。另一方面，汉考克本来只获得320位代表支持，但就在投票即将截止时，威斯康辛州和新泽西州代表全部改变立场，转为支持汉考克。然后宾夕法尼亚州之前投票给其他候选人的代表也都转为支持汉考克。急接着，蒂尔登的好友、纽约州代表史密斯··威德（Smith M. Weed）宣布，纽约州的全部70票都转为支持汉考克。根据民主党的纪录文件，会场接下来的情况是：“每位代表都在采取行动，上万人的呼喊完全掩盖了看台走廊上军乐队的声音。”
其他几乎所有的州都在投奔汉考克的阵营。第二轮投票最终尘埃落定时，他一共得到了705票。只有印第安纳州的全部30位代表都克制住自己，他们仍然支持亨德里克斯；马里兰州有两位代表支持贝亚德，还有一位艾奥瓦州代表也没有改变立场，他是蒂尔顿的支持者。第二轮投票结果属于一致通过，接下来多位代表发言赞扬汉考克，相信他定能赢得即将到来的大选。连坦慕尼协会的约翰·凯利这时都得到了上台讲话的机会，他承诺自己的派系会忠于党派：“让我们像兄弟一样团结起来，以善良和友爱的眼光看待彼此”。
| 总统候选人             | 调整前的首轮投票结果 | 调整后的首轮投票结果 | 调整前的第二轮投票结果 | 调整后的第二轮投票结果 | 一致通过 |
| ---------------------- | -------------------- | -------------------- | ---------------------- | ---------------------- | -------- |
| 温菲尔德·斯科特·汉考克 | 171                  | 171                  | 320                    | 705                    | 738      |
| 托马斯·F·贝亚德        | 153.5                | 153.5                | 112                    | 2                      | 0        |
| 塞缪尔·J·兰德尔*       | 6                    | 6                    | 128.5                  | 0                      | 0        |
| 亨利··佩恩*            | 81                   | 81                   | 0                      | 0                      | 0        |
| 艾伦·瑟曼              | 68.5                 | 68.5                 | 50                     | 0                      | 0        |
| 斯蒂芬·约翰逊·菲尔德   | 64.5                 | 65                   | 65.5                   | 0                      | 0        |
| 威廉·罗尔斯·莫里森     | 62                   | 62                   | 0                      | 0                      | 0        |
| 托马斯·A·亨德里克斯    | 49.5                 | 49.5                 | 31                     | 30                     | 0        |
| 塞缪尔··蒂尔登*        | 38                   | 38                   | 6                      | 1                      | 0        |
| 詹姆斯·英格利希*       | 1                    | 1                    | 19                     | 0                      | 0        |
| 小托马斯·尤因*         | 10                   | 10                   | 0                      | 0                      | 0        |
| 霍拉肖·西摩*           | 8                    | 8                    | 0                      | 0                      | 0        |
| 威廉··拉夫兰*          | 5                    | 5                    | 0                      | 0                      | 0        |
| 乔尔·帕克*             | 1                    | 1                    | 2                      | 0                      | 0        |
| 约瑟夫··麦克唐纳*      | 2                    | 2                    | 0                      | 0                      | 0        |
| 乔治·B·麦克莱伦*       | 2                    | 2                    | 0                      | 0                      | 0        |
| 杰里迈亚·S·布莱克*     | 1                    | 1                    | 0                      | 0                      | 0        |
| 休··朱厄特*            | 1                    | 1                    | 1                      | 0                      | 0        |
| 乔治··洛思罗普*        | 1                    | 1                    | 0                      | 0                      | 0        |
| 空白                   | 12                   | 11.5                 | 3                      | 0                      | 0        |

*表明这位候选人并未正式参加竞争。

### 竞选纲领和副总统候选人提名

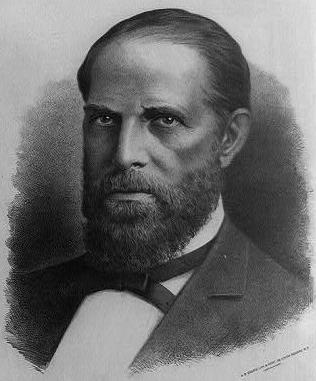
印第安纳州前联邦众议员威廉·海登·英格利希获得副总统候选人提名

确定总统候选人后，与会代表听取苏珊·安东尼为女性参政权摇旗呐喊的演说。代表们没有对此采取行动，而是开始听取肯塔基州代表亨利·沃特森（Henry Watterson）大声朗读的党派竞选纲领。代表们一致通过了纲领，没有提出异议。据历史学家赫伯特··克兰西（Herbert J. Clancy）的描述，这份纲领在一些问题上“有意要模稜两可”，旨在吸引尽可能多的选民支持。纲领中承诺“宪政理论和传统”，反对中央集权，支持“包含黄金和白银的诚信货币”、只对营收征收关税，并且制止华人移民继续涌入美国。这其中的大部分内容都不具争议，但“只对营收征收关税”之后在普选中成为共和党人攻击民主党候选人的突破口。
最后，代表们进入副总统候选人提名。阿拉巴马州代表埃德蒙·佩特斯（Edmund Pettus）提名印第安纳州银行家、前联邦众议员威廉·海登·英格利希，对于大部分代表们来说，这个名字相当陌生。英格利希曾热烈支持贝亚德，并以成功商人和稳健货币政策支持者的形象为人所知，更关键的是他来自重要的摇摆州。同样来自印第安纳州的亨德里克斯知名度更高，但东部的民主党人觉得英格利希在货币问题上更为可靠，所以偏向选择他来竞选副总统。这样，就有多个州对英格利希的提名予以副议。艾奥瓦州代表约翰·P·爱里希（John P. Irish）提名前俄亥俄州州长理查德·毕晓普（Richard M. Bishop），但由于其他所有的州都表示支持英格利希，因此俄亥俄州代表团向大会请求撤回提名，这一请求得到批准，英格利希的提名因此获一致通过。

## 余波

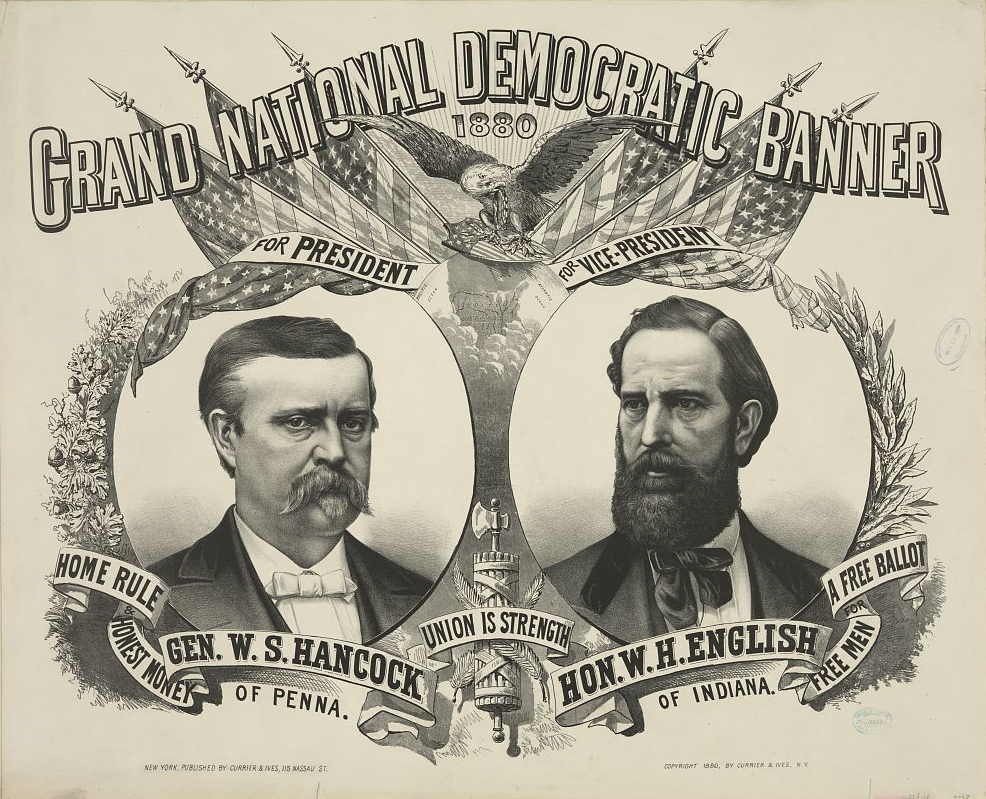
汉考克和英格利希的竞选海报

汉考克遵循当时的传统，没有亲自到全国各地竞选，而是像1868年格兰特将军一样在竞选期间一直坚守军事岗位，留在纽约港加弗纳斯岛（Governors Island）的哥伦布堡（Fort Columbus）接见来访人士。民主、共和两党的竞选都更多是在关注候选人本身，而非关税和货税问题。支持民主党的报纸抨击共和党候选人，来自俄亥俄州的詹姆斯·艾布拉姆·加菲尔德，有传言称他和其他多人在动产信贷公司事件中涉嫌腐败和假公济私。共和党则指称汉考克对货币和关税问题一无所知，还有一些将军昔日的战友站出来发表演说，批评汉考克的人品。民主党人始终没有说明，如果他们的提名人当选，能够给美国带来何等程度的改善，汉考克的传记作者大卫··乔丹（David M. Jordan）之后表示，民主党表明的态度很简单，即：“我的人就是比你的人强”。
两党都明白，重建时期结束后，民主党白人在美国南方各州的选举中占有支配性地位，并且南方黑人的权利也已经被剥夺，所以这些州都将成为民主党的票仓，共有137张选举人票，占到获胜所需185票的超过三分之二。要达到目标，民主党只需要赢得少数几个两党势均力敌的北方州，他们的主要目标是拥有35张选举人票的纽约州和15张选举人票的印第安纳州，不过新泽西州和中西部多个州也成为两党的重要战场。竞选初期，共和党采用的是煸动报复的标准战略，他们提醒北方选民，正是民主党导致祖国分裂和4年内战，该党一旦掌权就会窃取内战的胜利果实，让北军退伍将士蒙羞，用联邦国库中的钱去支付南方邦联退伍军人的养老金。由于战争已经过去15年，两党总统候选人都曾是北军将领，因此这一策略也就不再像过去那么有效。
到了10月，共和党转变策略，开始以关税问题作为突破口。共和党人抓住民主党竞选纲领中只对营收征收关税的诉求，向北方的工人阶层强调，如果让汉考克成为总统，关税保护将遭削弱，他们的工作会受到非常不利的影响。对此汉考克试图保持温和立场，称“关税问题属地方议题”，但这样的答复让共和党之前指责他对这些议题缺乏了解的说法显得更具说服力，情势因此变得更加不利。最终，共和党人赢得了选举，双方普选票数仅相差不到两千，不过选举人票的差距则要大得多，加菲尔德和阿瑟得到了214票，汉考克和英格利希则只有155票。
| 总统候选人               | 政党     | 出身         | 普选票    | 普选票   | 选举人票 | 竞选伙伴           | 竞选伙伴   | 竞选伙伴 |
| 总统候选人               | 政党     | 出身         | 数目      | 比例     | 选举人票 | 副总统候选人       | 出身       | 选举人票 |
| ------------------------ | -------- | ------------ | --------- | -------- | -------- | ------------------ | ---------- | -------- |
| 詹姆斯·艾布拉姆·加菲尔德 | 共和党   | 俄亥俄州     | 4,446,158 | 48.3%    | 214      | 切斯特·艾伦·阿瑟   | 纽约州     | 214      |
| 温菲尔德·汉考克          | 民主党   | 宾夕法尼亚州 | 4,444,260 | 48.3%    | 155      | 威廉·英格利希      | 印第安纳州 | 155      |
| 詹姆斯·B·韦弗            | 绿背党   | 艾奥瓦州     | 305,997   | 3.3%     | 0        | 巴西莱·J·钱伯斯    | 德克萨斯州 | 0        |
| 尼尔·道                  | 禁酒党   | 缅因州       | 10,305    | 0.1%     | 0        | 亨利·亚当斯·汤普森 | 俄亥俄州   | 0        |
| 约翰·W·菲尔普斯          | 美国人党 | 佛蒙特州     | 707       | 0.0%     | 0        | 塞缪尔·波默罗伊    | 堪萨斯州   | 0        |
| 其他                     | 其他     | 其他         | 3,631     | 0.0%     | —        | 其他               | 其他       | —        |
| 总计                     | 总计     | 总计         | 9,211,051 | 100%     | 369      |                    |            | 369      |
| 获胜需要                 | 获胜需要 | 获胜需要     | 获胜需要  | 获胜需要 | 185      |                    |            | 185      |